# Universidade do Panamá
Universidade do Panamá (em castelhano:  Universidad de Panamá) é uma universidade pública do Panamá. A universidade foi fundada em 7 de outubro de 1935, com Campus de 175 nas áreas de educação, comércio, ciências naturais, farmácia, pré-engenharia e direito. Desde {{{ano}}}, mantém um corpo discente de 74.059 distribuídos em 228 edifícios em todo o país.
A Universidade do Panamá foi fundada sob a administração do Presidente da República, Dr. Harmodio Arias Madrid. Seu fundador e primeiro presidente foi o ilustre cidadão Dr. Octavio Méndez Pereira. A Universidade do Panamá é uma instituição estadual de educação superior e independente, inspirada nos mais altos valores cívicos, morais e éticos.

## Faculdades
- Administração pública
- Administração de Empresas
- Arquitetura
- Belas-Artes
- Ciências Agrárias
- Educação
- Ciências e Tecnologia Naturais
- Comunicações
- Direito e Ciências Políticas
- Economia
- Enfermagem
- Farmacia
- Humanidades
- Ciência da Computação, Eletrônica e Comunicação
- Remédio
- Medicina veterinária
- Odontologia
- Psicologia
- Design gráfico
- Sítio oficial